# Oude Zederik
L'Oude Zederik est un canal néerlandais de la province d'Utrecht. Le canal a été creusé en 1370, entre Ameide et Meerkerk. Il forme une partie de la frontière orientale de l'Alblasserwaard.
Le canal a donné son nom à l'ancienne commune de Zederik.